# Ledusha Spinardi
Leda Beatriz Abreu Spinardi (Assis, 1953), conhecida como Ledusha Spinardi ou simplesmente Ledusha, é uma poeta, jornalista, tradutora brasileira.
Assinou a coluna de poesia Risco no Disco no jornal Folha de S.Paulo na década de 1990. Foi parceira de Cazuza e Lobão (Babylonest).

## Obras publicadas
- 1980 - 40 graus (Francisco Alves)
- 1981 - Risco no Disco (autopublicação; relançado em 2016 pela editora Luna Parque[4])
- 1984 - Finesse & Fissura (Brasiliense)
- 2002 - Exercícios de Levitação (7 Letras)
- 2012 - Notícias da Ilha – 31 Anos de Poesia (Ed 7 Letras)[5]
- 2018 - Lua na Jaula (Todavia)[6]